# Post Art déco
Le Post Art déco, ou Art déco tardif ou encore style 1940, est un mouvement artistique et une branche de l'Art déco qui connut son heure de gloire essentiellement en France durant la période 1937-1955. À la différence du style paquebot et de ses lignes claires et sobres, c'est un style excentrique et baroque qui déclina au profit du style international et des courants modernistes des années 1950. L'apogée de ce style se situe dans l'immédiat après-guerre, d'où le nom qui lui est souvent associé, à plus ou moins juste titre, bien qu'on en trouve des échos jusqu'au début des années 1960.

## Histoire

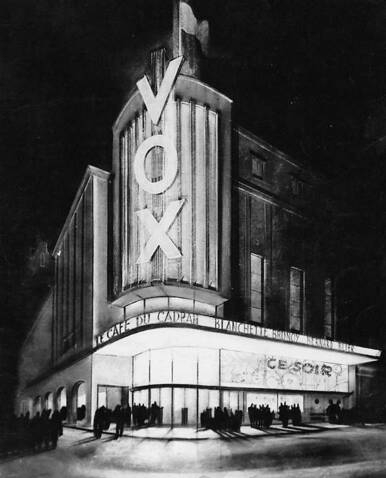
Façade du Cinéma Vox, Strasbourg (1947).

C'est à partir de l'exposition universelle de 1937 que l'on situe le développement de cette tendance décorative. Peut être en réaction à la sobriété monumentale et lisse de l'Art déco des années 1930, on voit apparaître dans les décors et meubles des lignes baroques, et une tendance vers le pastiche. Si l'Art déco des années 1920 était un cubisme purement décoratif, vidé de ses ambitions philosophiques et radicales, le Post Art déco lui trouve sa source dans l'art surréaliste. Encore une fois, l'aspect psychanalytique et philosophique de l'art surréaliste est gommé, pour en retenir l'onirisme et le fantastique. La reconstruction et les transformations de l'après-guerre verront se développer ce style qui est aussi une dernière réaction contre la sobriété fonctionnelle et l'esthétique minimaliste du modernisme développées dans des écoles telles que le Bauhaus et prôné par des architectes comme Le Corbusier. C'est ainsi l'antithèse absolue du design fonctionnel qui lui est contemporain. Comme l'Art nouveau ou l'Art déco, c'est à l'origine un style luxueux, réservé à une forme d'élite, mais à la différence de ces deux autres styles, il n'a pas connu de version industrielle très poussée. De même, le « Post Art déco » concerne essentiellement le mobilier et le décor intérieur. Outre les appartements de luxe, il s'est surtout développé dans l'aménagement des ministères, des ambassades ou des demeures présidentielles qui allaient de pair avec une certaine idée de l'apparat, et ce grâce à de nombreuses commandes du Mobilier national. Il s'est aussi beaucoup manifesté dans les foyers de théâtre et de cinéma, de même que dans les grands réaménagements de musées nationaux (le Louvre, le château de Versailles). On en trouve aussi de nombreux exemples dans l'architecture domestique à Bruxelles.

## Caractéristiques
Le « Post Art déco » est un style difficile à définir tant il est polymorphe. Il prend autant de définitions qu'il avait de créateurs. On peut en revanche en faire ressortir certaines généralités.

### Architecture
- L'architecture quant à elle conserve la monumentalité froide des années 1930, dans la lignée du palais de Tokyo ou du palais de Chaillot. Elle fait souvent la concession de la modernité dans l'utilisation de structures en béton, généralement plaqués de dalles de pierre claire (calcaires, travertin...). L'imposante bibliothèque municipale de Tours, inaugurée en 1957, ou les premiers immeubles reconstruits à Royan dès 1947 par Claude Ferret (boulevard Aristide-Briand) montrent bien cette continuité.
- Les façades d'immeuble sont scandées de rangées de fenêtres verticales, souvent encadrées de moulures très simples en pierre. Dans l'architecture domestique les ouvertures sont parfois adoucies par des arcs en plein cintre, des rangées d'arcatures et des œils-de-bœuf grillagés.
- Chez certains architectes tels que Jean-Charles Moreux ou Emilio Terry, les édifices reprennent parfois des formes néo-classiques voire palladiennes.
- Les bas-reliefs et bronzes figuratifs ornent encore parfois les immeubles, quoique cette tendance disparaisse progressivement dans la décennie 1950. L'ornementation se concentre surtout à l’intérieur, et à l’extérieur se résume parfois à quelques sculptures en bas-relief isolées. La ferronnerie fait aussi office de décor extérieur.
- Énormément de cinémas ont été construits et aménagés à cette époque : on retrouvait dans les foyers, les restaurants/bar et les salles de spectacle des somptueux décors baroques de miroirs, sculptures en bas-relief et lustres (voir "Ameublement et décoration intérieure" ci-dessous), des rideaux drapés cachaient l'écran et s'ouvraient cérémonieusement avant les projections. Malheureusement la plupart de ces salles ont été détruites dans les années 1980-1990 pour faire place à la création de plusieurs salles voire des multiplexes, et les foyers ont été généralement modernisés (cinéma de l'ancien palais Berlitz, décor détruit vers 1991). Très peu d'exemples conservés existent encore intacts.

Immeuble construit vers 1947 à Royan par Claude Ferret, montrant les moulures aux formes classiques en pierre et les bas reliefs dans une tradition Art déco d'avant-guerre.
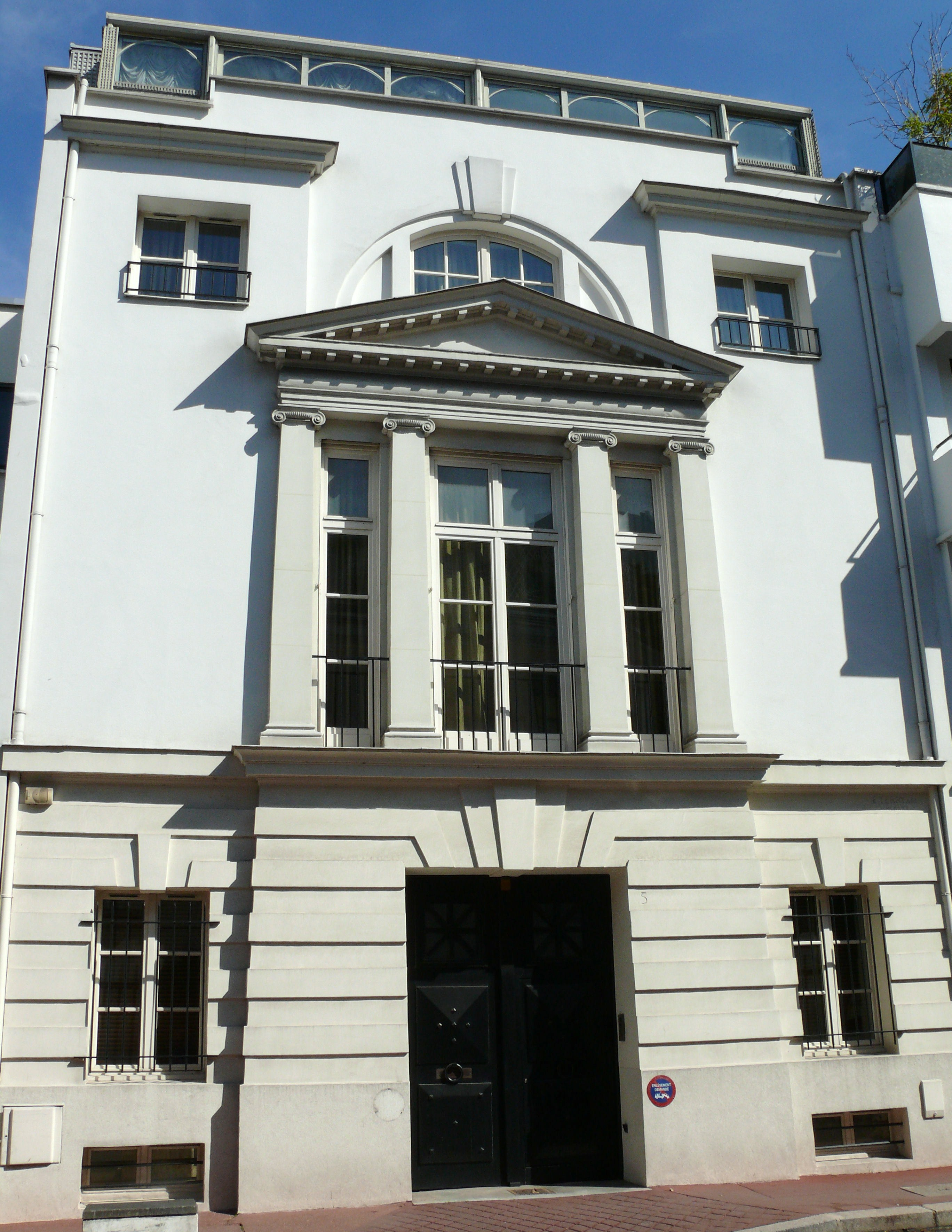
Hôtel particulier à Boulogne-Billancourt, construit par Emilio Terry en 1932.
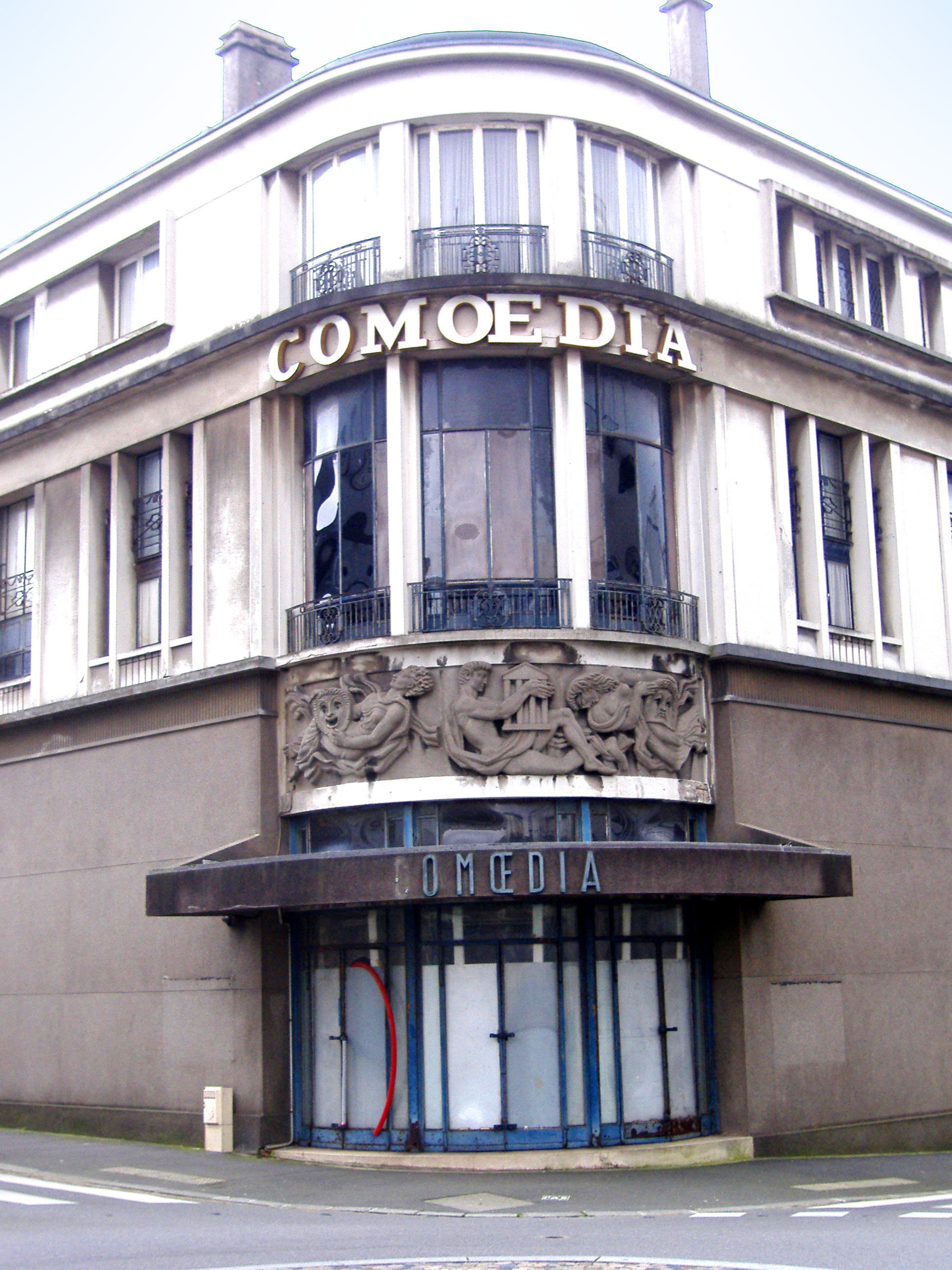
Cinéma Le Comœdia de Brest, par Michel Ouchacoff et sculptures de Jean-René Debarre, 1950.
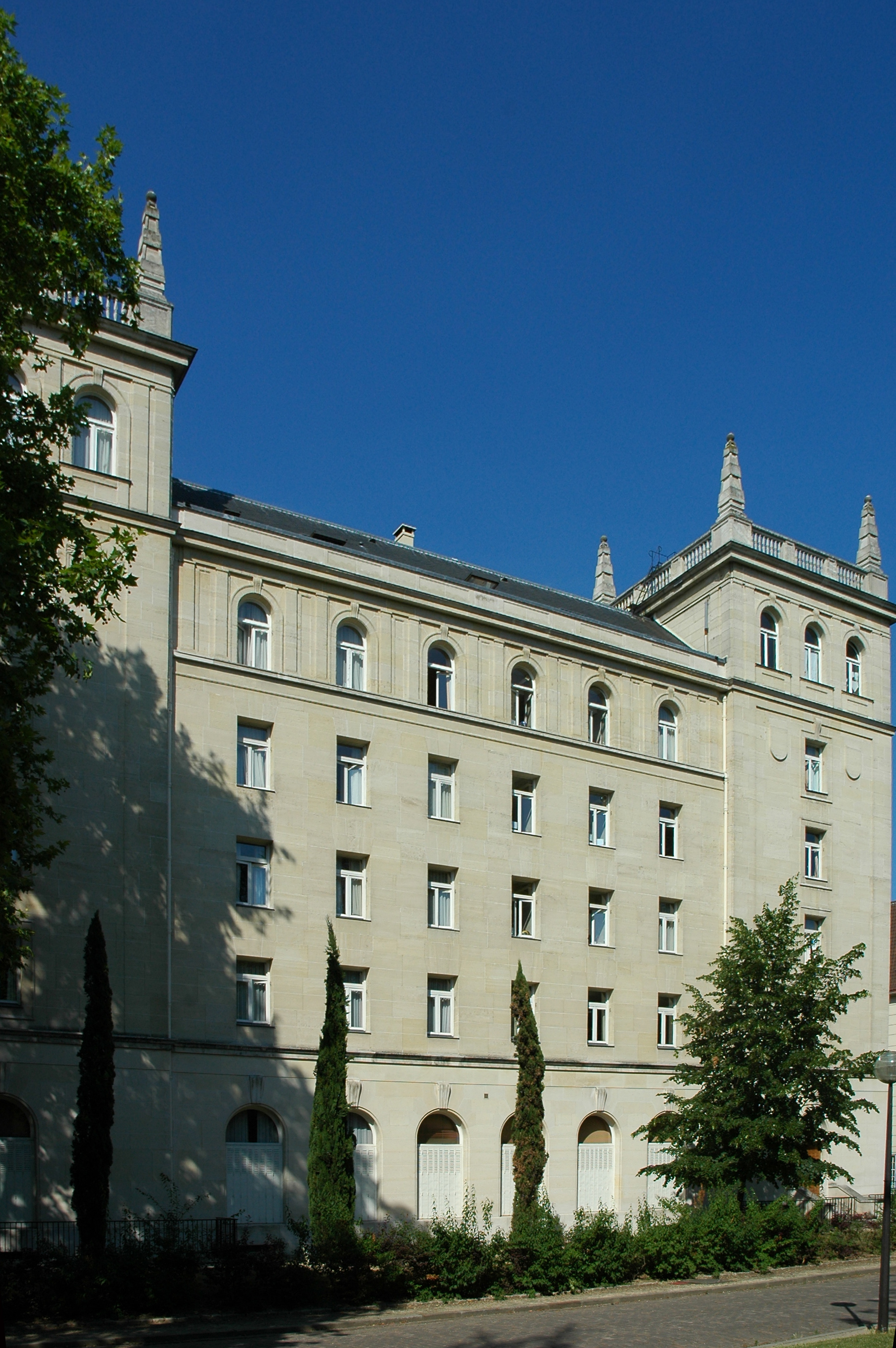
Collège d'Espagne, à la Cité internationale universitaire de Paris de Modesto Lopez Otero, 1937. Toit-terrasse orné d'obélisques.
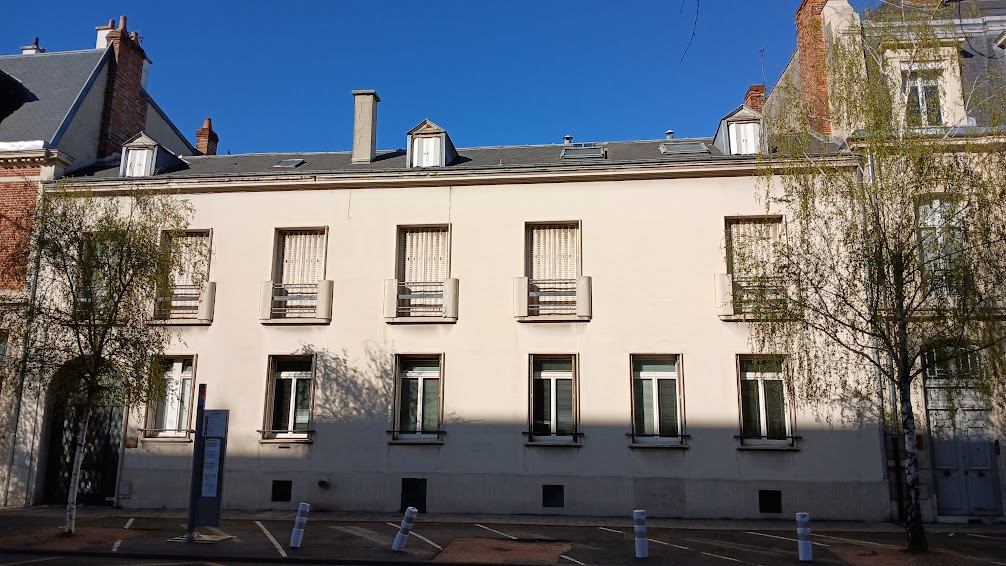
Immeuble du 52, boulevard Lundy, Reims, construit vers 1950, architecte inconnu.
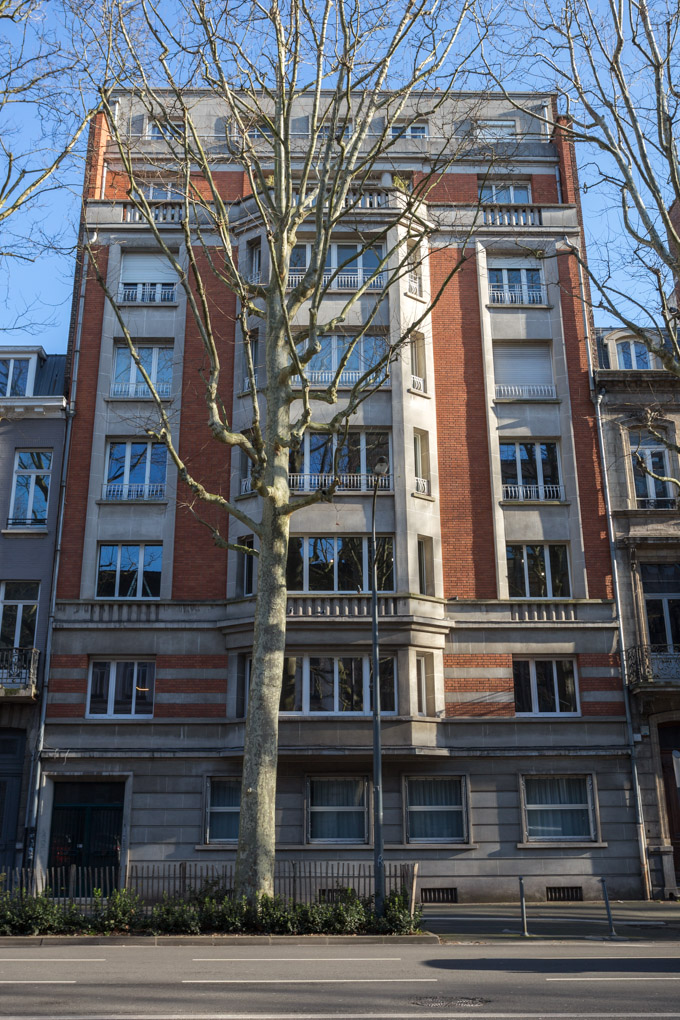
Immeuble du 9, boulevard de la Liberté, Lille, construit par Armand Ernest Lemay vers 1955.
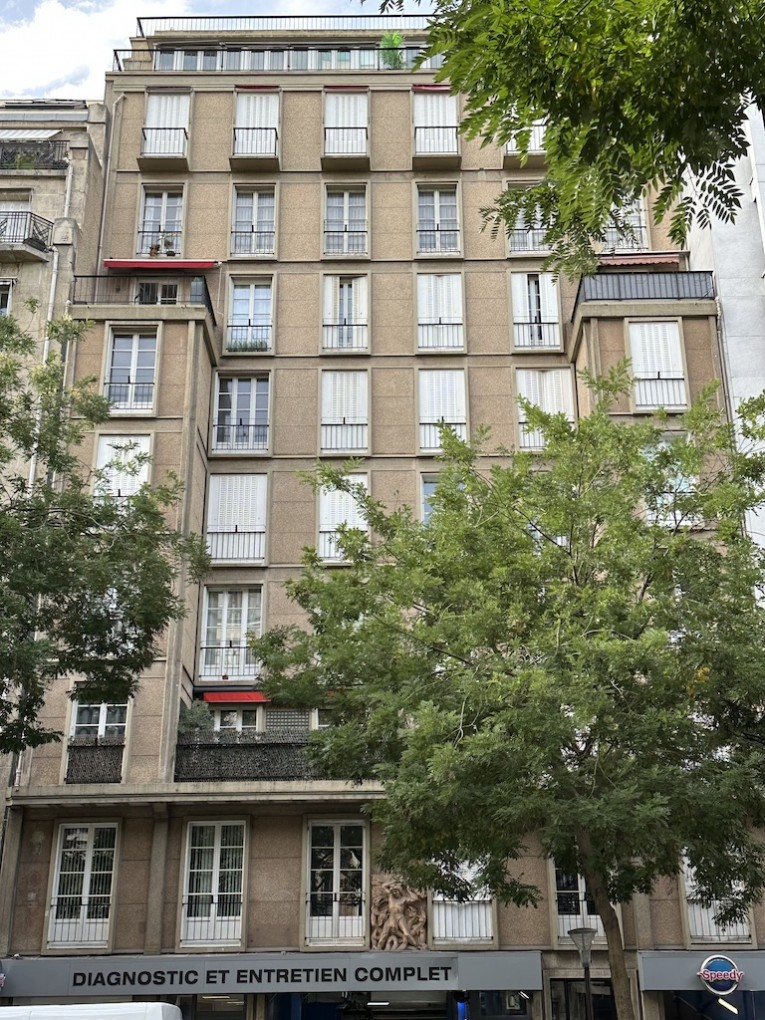
Immeuble du 16, avenue de Versailles, Paris, construit par Paul Branche en 1954.
Conseil Économique et Social, 1, avenue d'Iéna, Paris, construit par Auguste Perret en 1937.
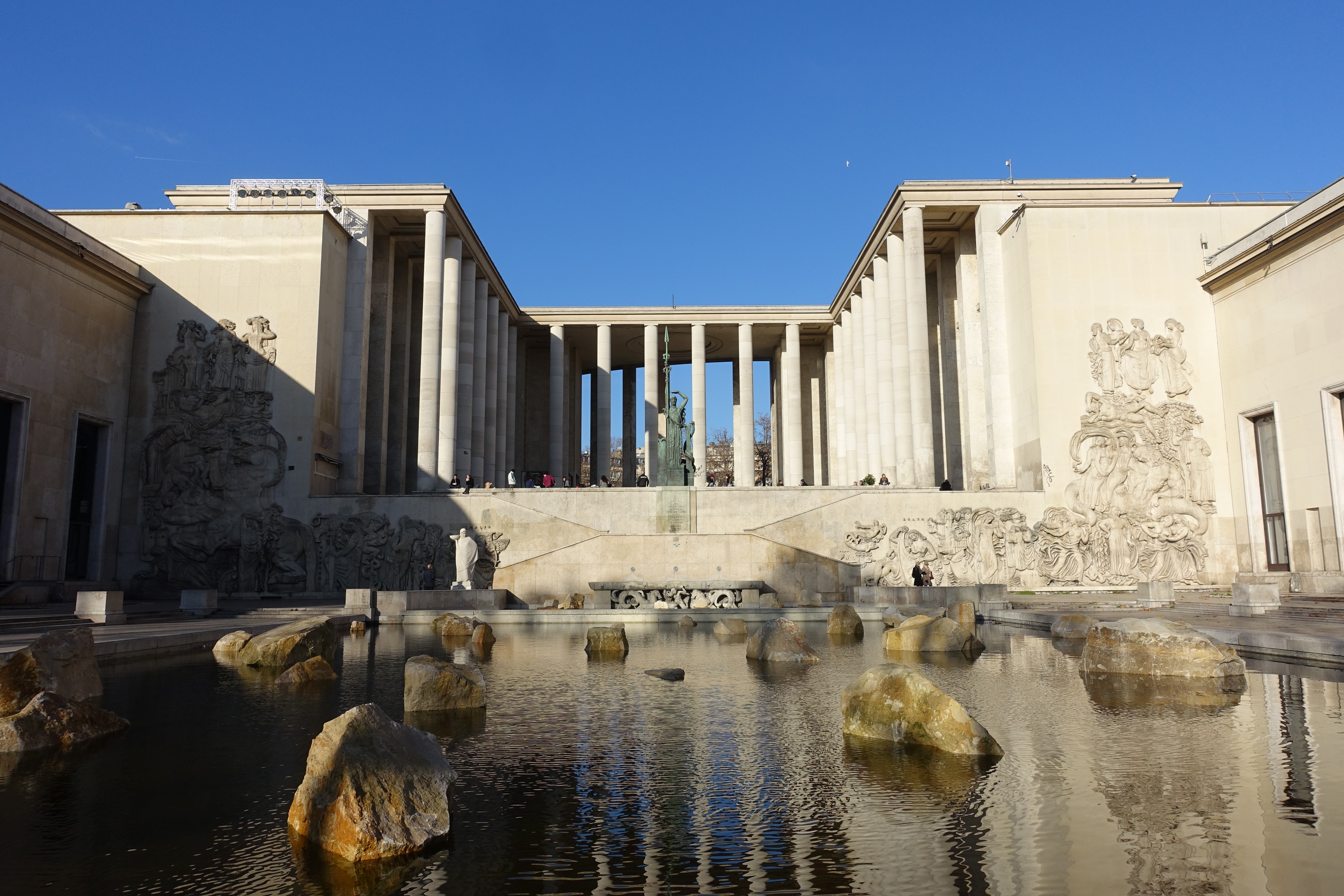
Palais de Tokyo, 13, avenue du Président Wilson, Paris, construit par Jean-Claude Dondel et André Aubert en 1937.
Palais de Chaillot, 1 Pl. du Trocadéro et du 11 Novembre, Paris, construit par Léon Azéma, Jacques Carlu et Louis-Hippolyte Boileau entre 1935 et 1937.
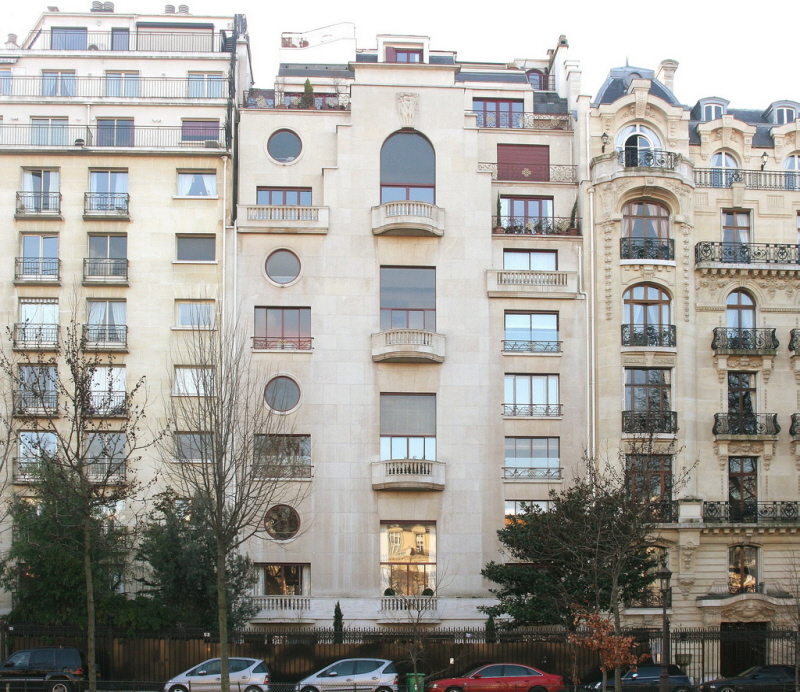
Immeuble du 53, avenue Foch, Paris, construit par Charles Abella en 1939.
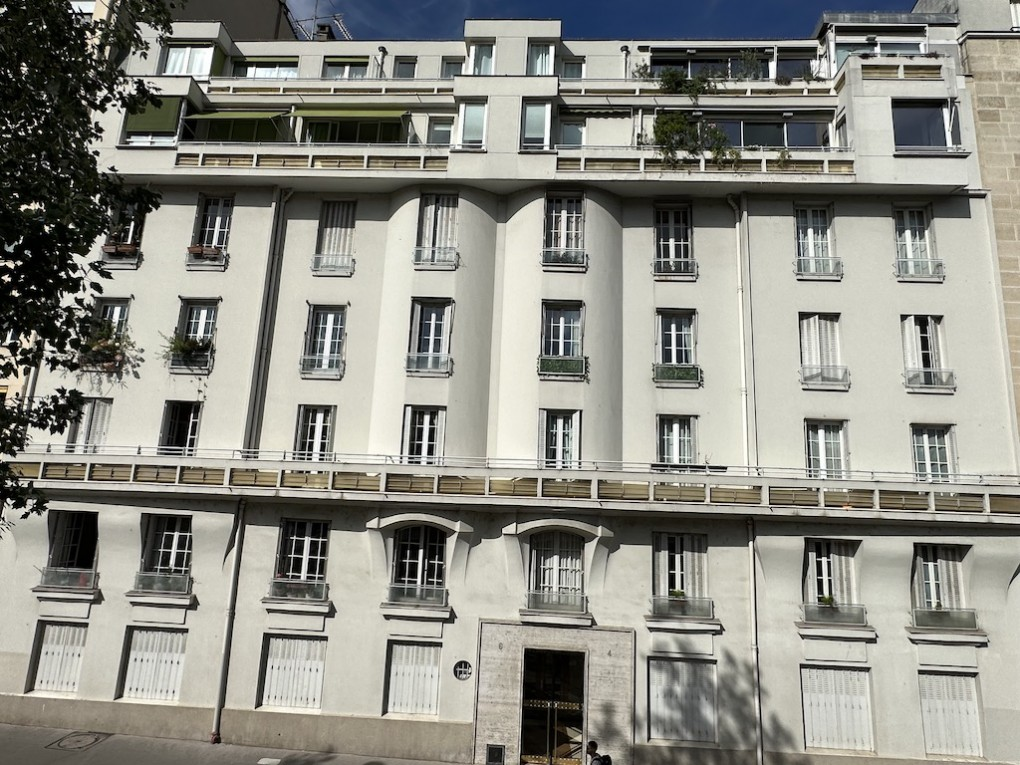
Immeuble du 4-6, boulevard Exelmans, Paris, construit par Pierre-O. Bauer et Georges Pollak en 1950.
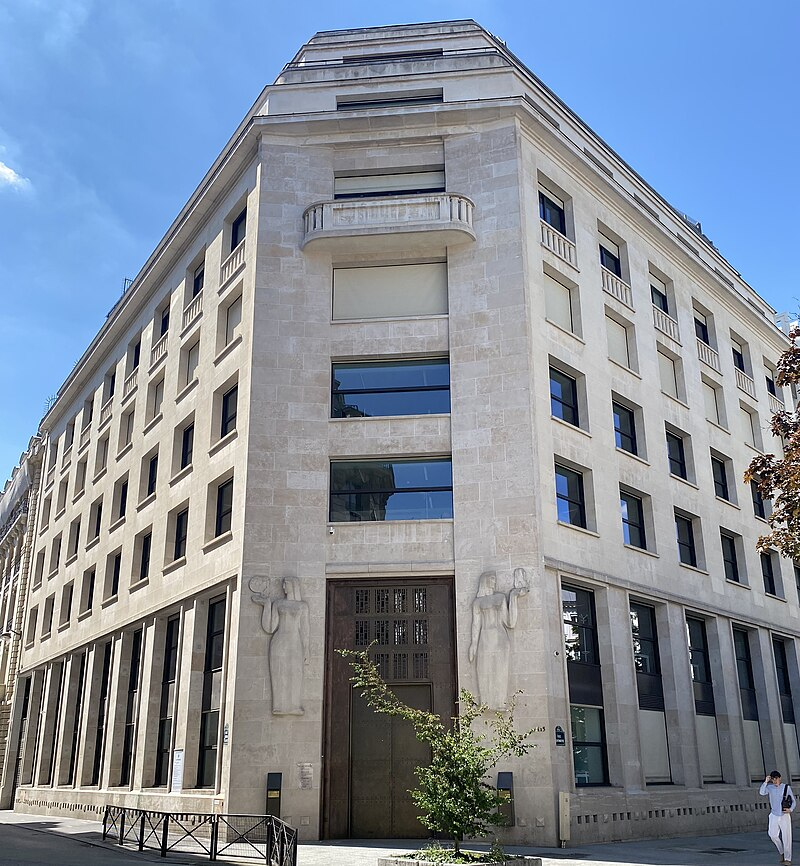
Immeuble du 115-117, rue Montmartre, Paris, construit par Robert Lebret et Fernand Leroy en 1953.
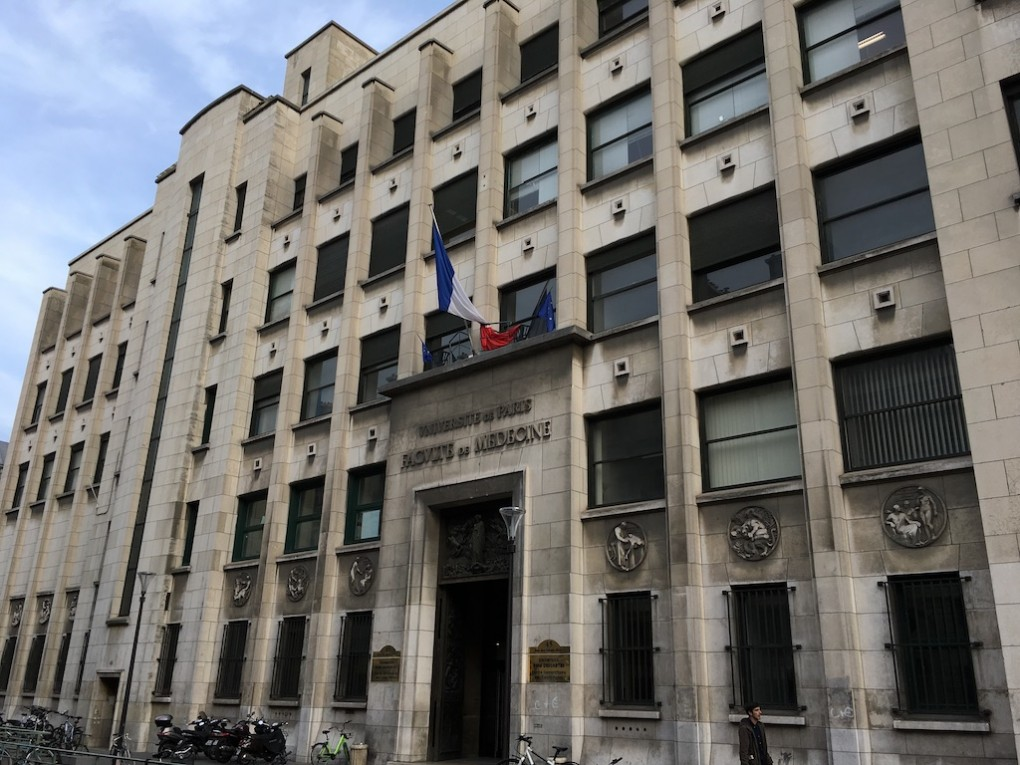
Campus Saint-Germain-des-Prés, 45, rue des Saints-Pères, Paris, construit par Jacques Debat-Ponsan, Louis Madeline et Armand Guéritte entre 1936 et 1953.

### Ameublement et décoration intérieure
- Les références surréalistes : le mobilier se pare de motifs extravagants, de formes de coquillages ou de coraux, des peintures sur les murs et les portes de meubles s'inspirent des compositions de Dali, de Labisse ou de Giorgio de Chirico. Au niveau décoratif, le peintre Christian Bérard en est le meilleur représentant. Les décors évoquent parfois les cabinets de curiosités.
- Un goût pour le fantastique : les décors de Bérard pour la Belle et la Bête de Jean Cocteau en sont une manifestation.
- Une théâtralité baroque poussée et assumée comme telle : au mur des peintures murales en trompe-l'œil évoquent des vues d'Italie, surtout de Venise, rappelant le style schématique des décors de la Comédie-Française de l'époque. Les lustres sont parfois en tôle peinte, les décors peuvent volontairement faire faux pour insister sur leur aspect de simples décors. On retrouve également des colonnes aux formes arrondies encadrée par des moulures assez exagérées pour former des chapiteaux.
- Des verrière au style épuré de l'Art Deco mais avec des formes un peu baroques.
- Les miroirs, simples ou parfois églomisés recouvrent les meubles (coiffeuses, tables de chevet, tables basses...) et les murs, les grands miroirs vénitiens aux formes baroques ornent les murs des chambres.
- Lustres à pampilles, appliques murales de style vénitien en laiton et miroir.
- Le fer forgé est très prisé, dans les sièges, tables, consoles et les grilles d'intérieur qui séparent parfois les pièces. Gilbert Poillerat en est le plus grand représentant. Le métal peut être laissé nu, doré à la feuille ou patiné vert-de-gris.
- Le décor fait référence aux styles Louis XIV, Empire, ou Napoléon III.
- Les meubles de rangement font parfois preuve d'une certaine lourdeur dans leurs formes. Souvent, buffets et meubles bar sont les pièces maîtresses de l'aménagement.
- Les obélisques sont souvent utilisés, autant comme ornements de jardin que dans les intérieurs en tant qu'objets de décoration à poser. Ils peuvent être aussi entièrement recouverts de miroirs.
- le travail artisanal dans la tradition de l’ébénisterie française.
- Les bois sombres, noircis, blanchis à la céruse, les bronzes dorés.
- Les drapés abondent, aux fenêtres mais aussi en tenture murale, en encadrements de portes.
- Statues, cariatides, plaques en bronze sur les portes de meuble, têtes féminines, dauphins, sirènes, thèmes marins.
- Des formes en arabesques adoucies, rappelant les pleins et déliés de la calligraphie apparaissent dans les ferronneries et les marqueteries.

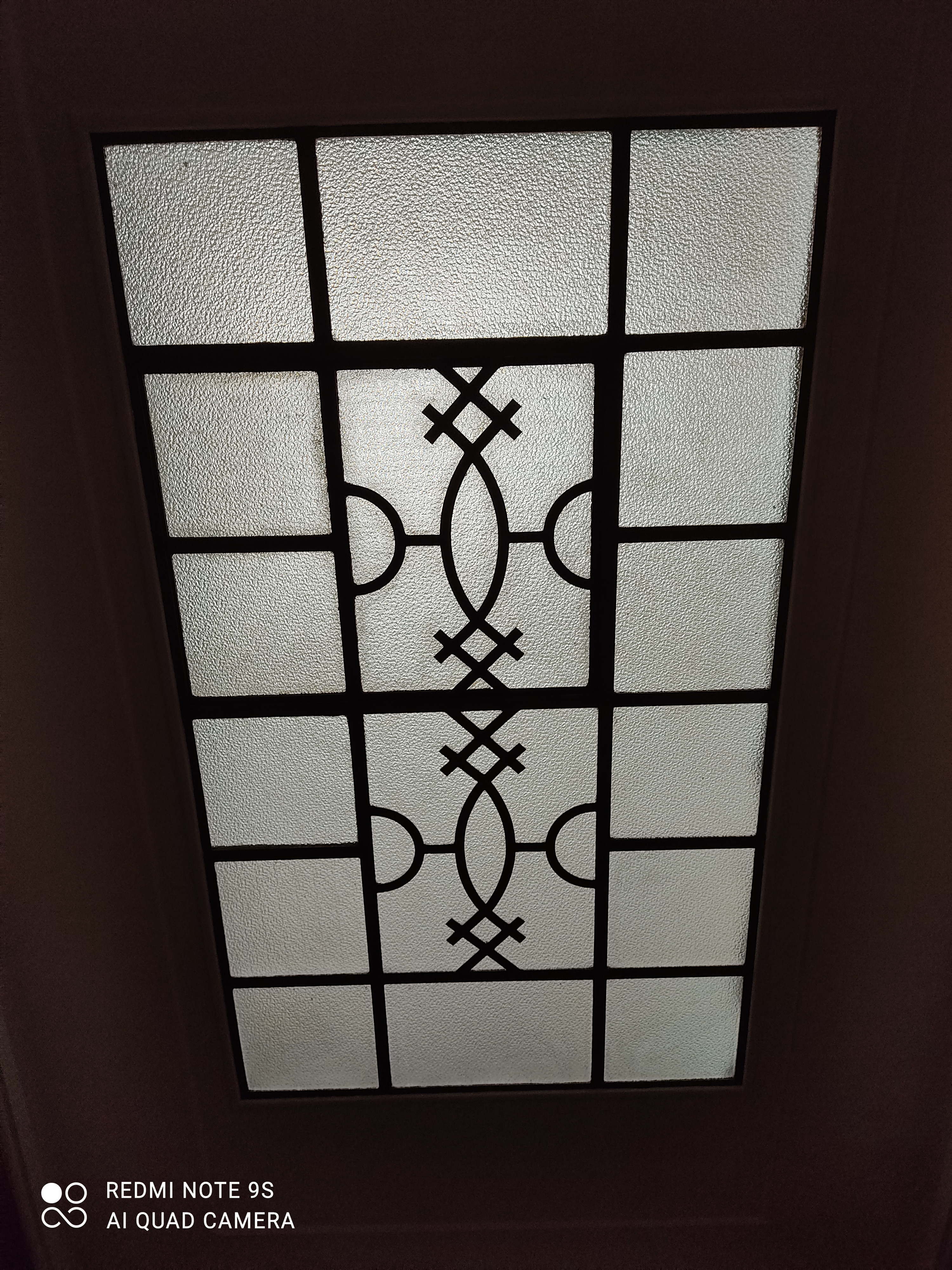

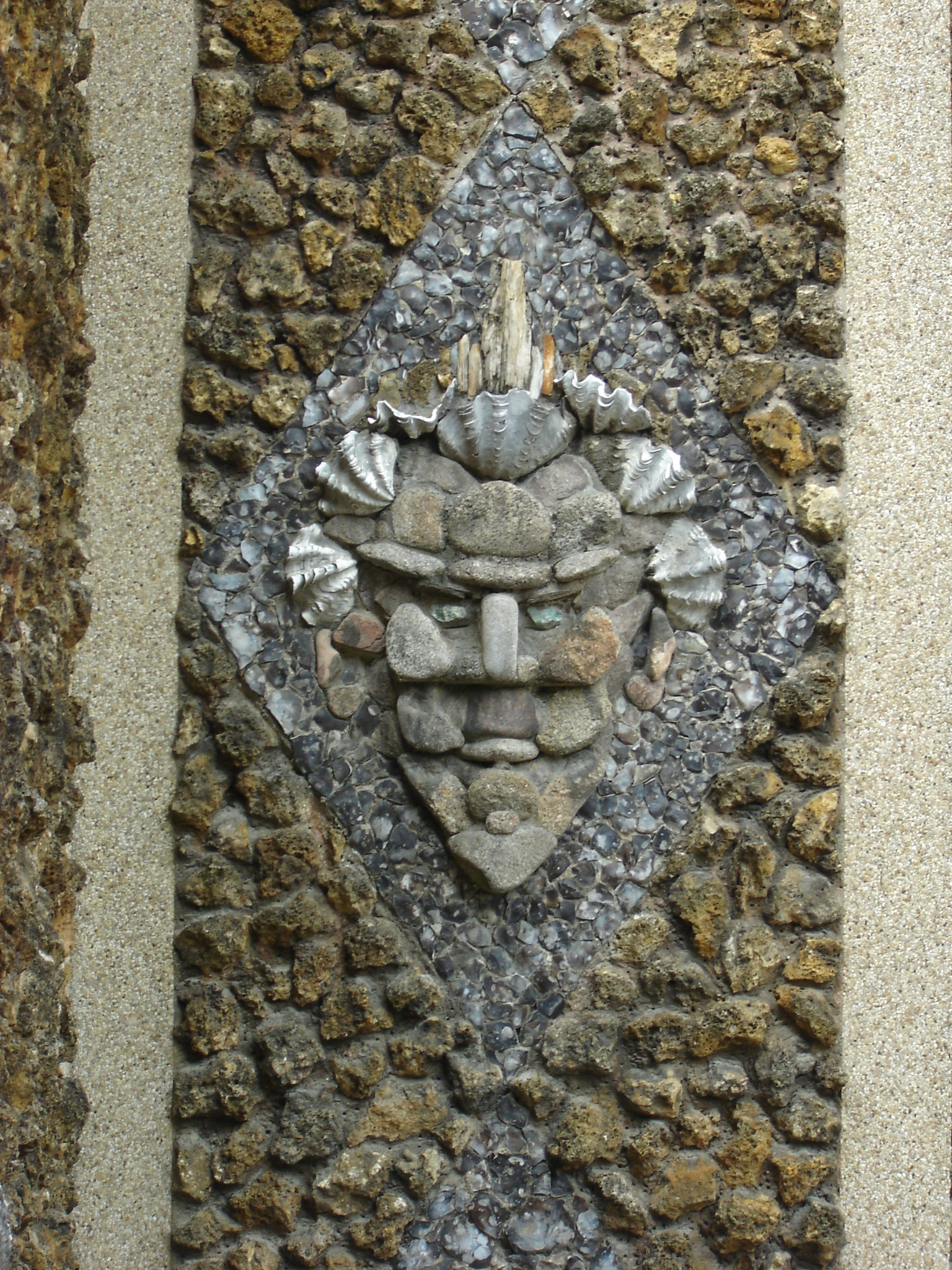
Masque en galets dans la tradition des grotesques de la Renaissance réalisé par Jean-Charles Moreux, Square René-Le Gall, Paris (1938).
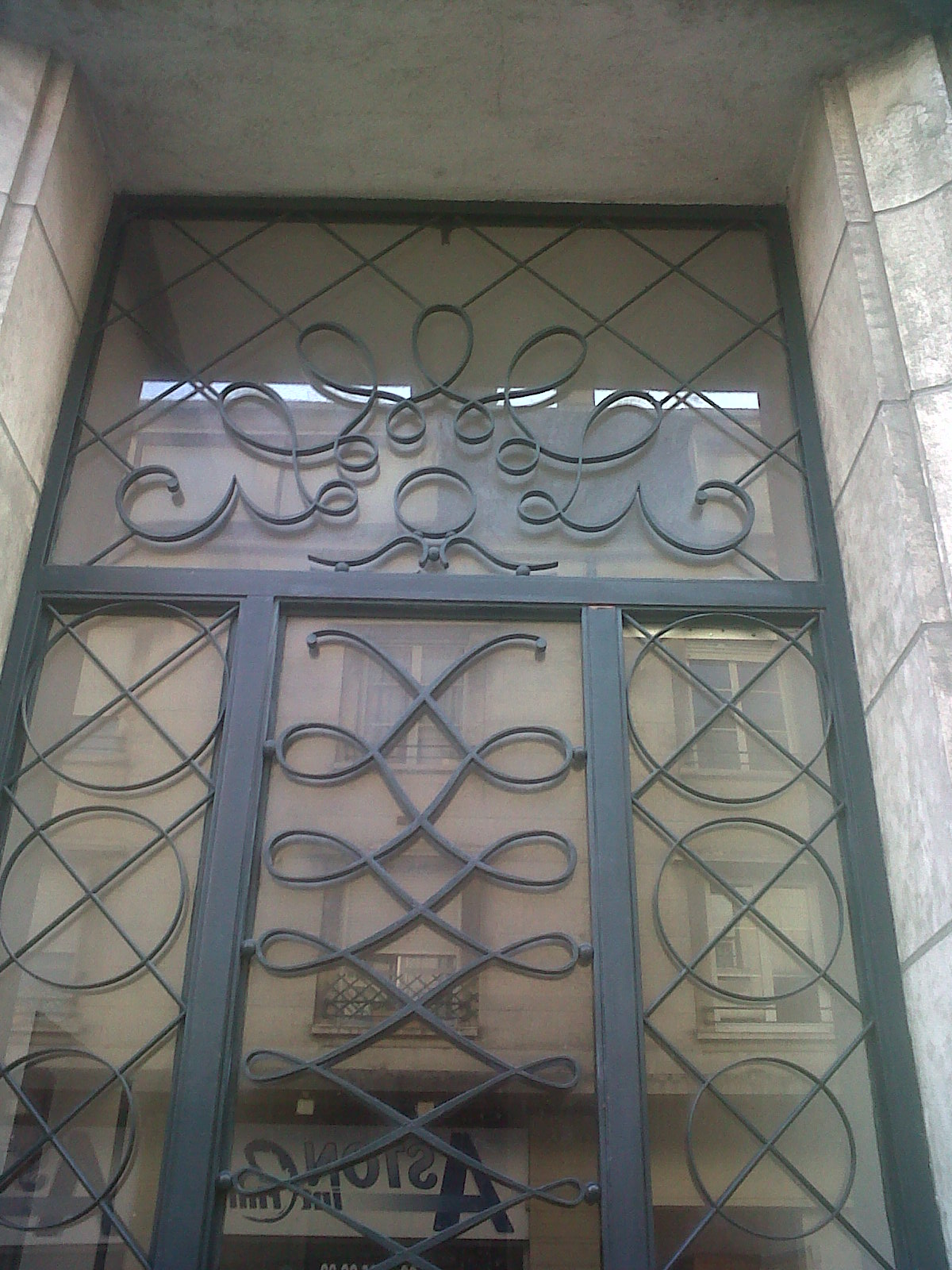
Porte et imposte en fer forgé avec des motifs « calligraphiques » typiques, vers 1947-1950, Tours
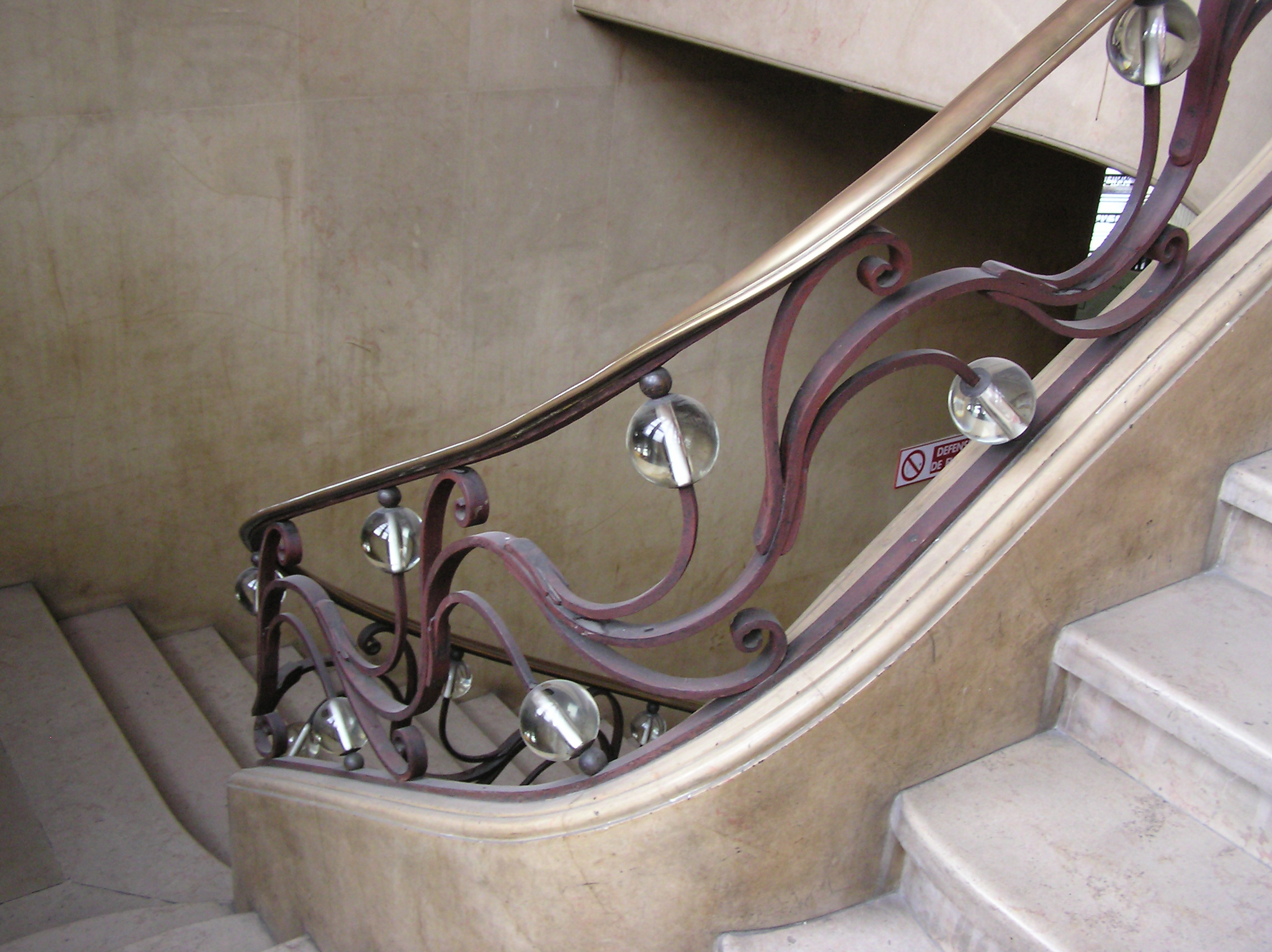
Rampe en fer forgé et verre de la Bourse du Travail à Bordeaux, 1938.
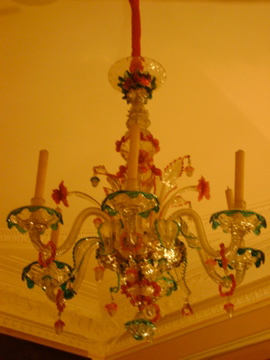
Les luminaires Rococo en verre soufflé de Murano connaissent une grande faveur dans la décoration de cette période.
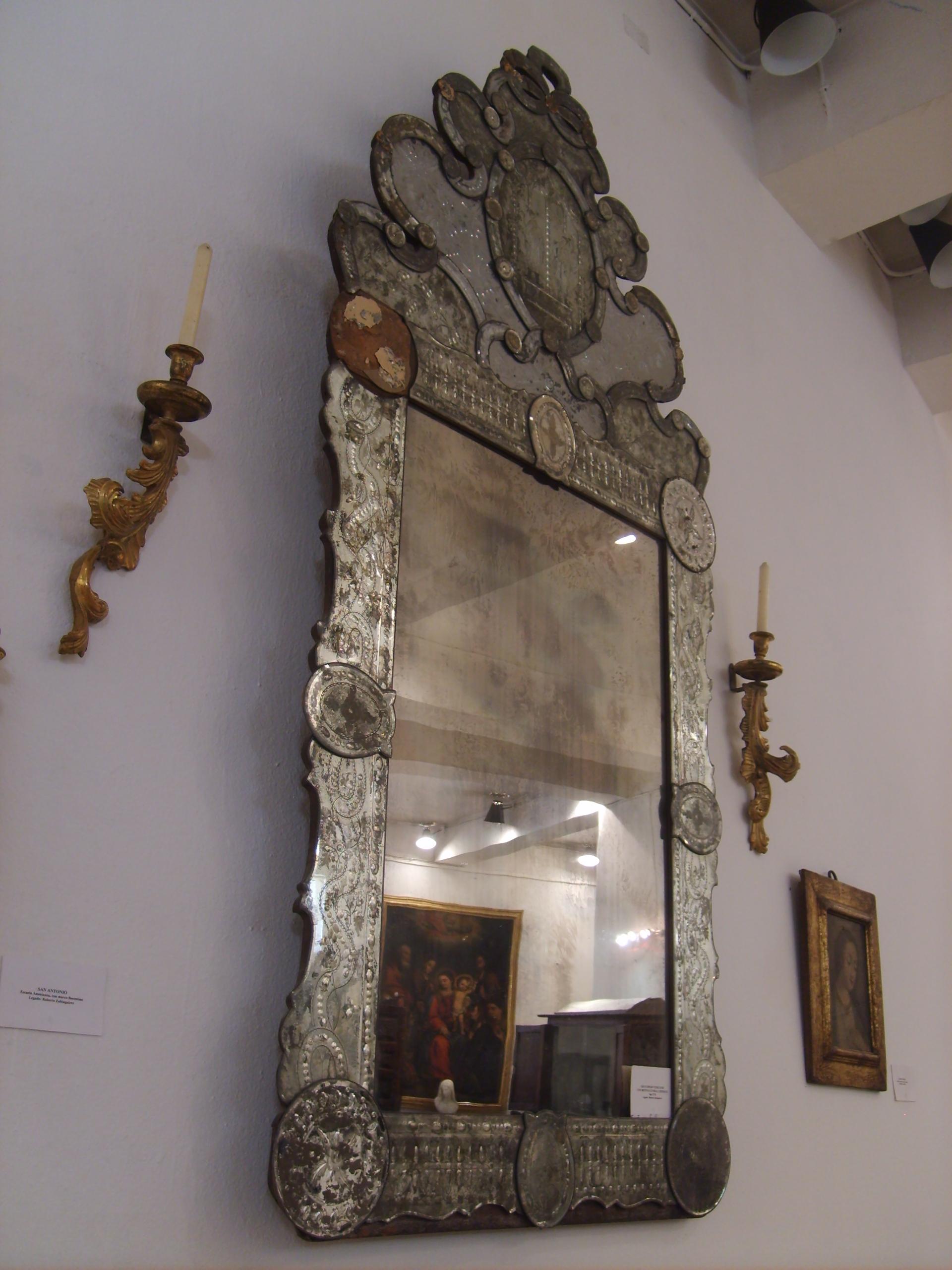
Miroir vénitien du XVIIe siècle. Dans les décorations intérieures, tout ce qui évoque Venise, ses fastes baroques et son aspect merveilleux, sont à l'honneur.

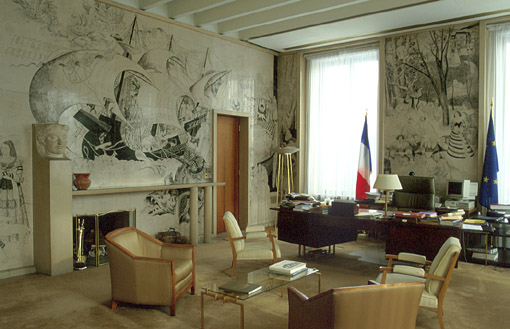
Bureau de l'ambassadeur de France à Ottawa. Décor de Charles-Émile Pinson (1939).
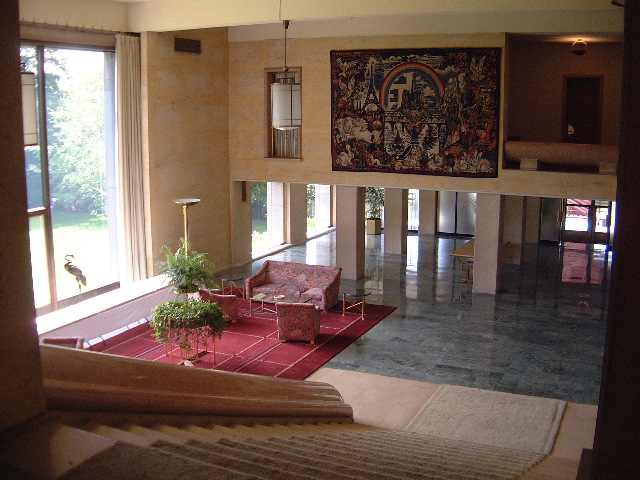
Hall de l'ambassade de France à Ottawa, mobilier et aménagement par Marc du Plantier tapisserie par Marcel Gromaire.
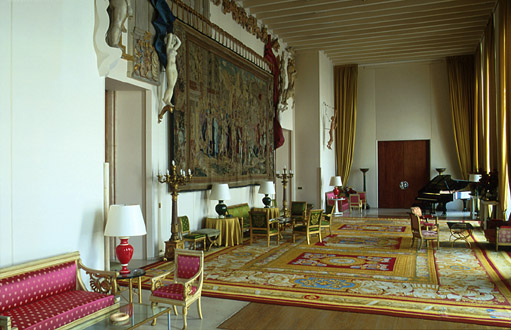
Grand salon de l'ambassade de France au Canada combinant architecture monumentale, mobilier Empire, tapisseries baroques et bas-reliefs modernes par Louis Leygue.

### Paysagisme et jardins

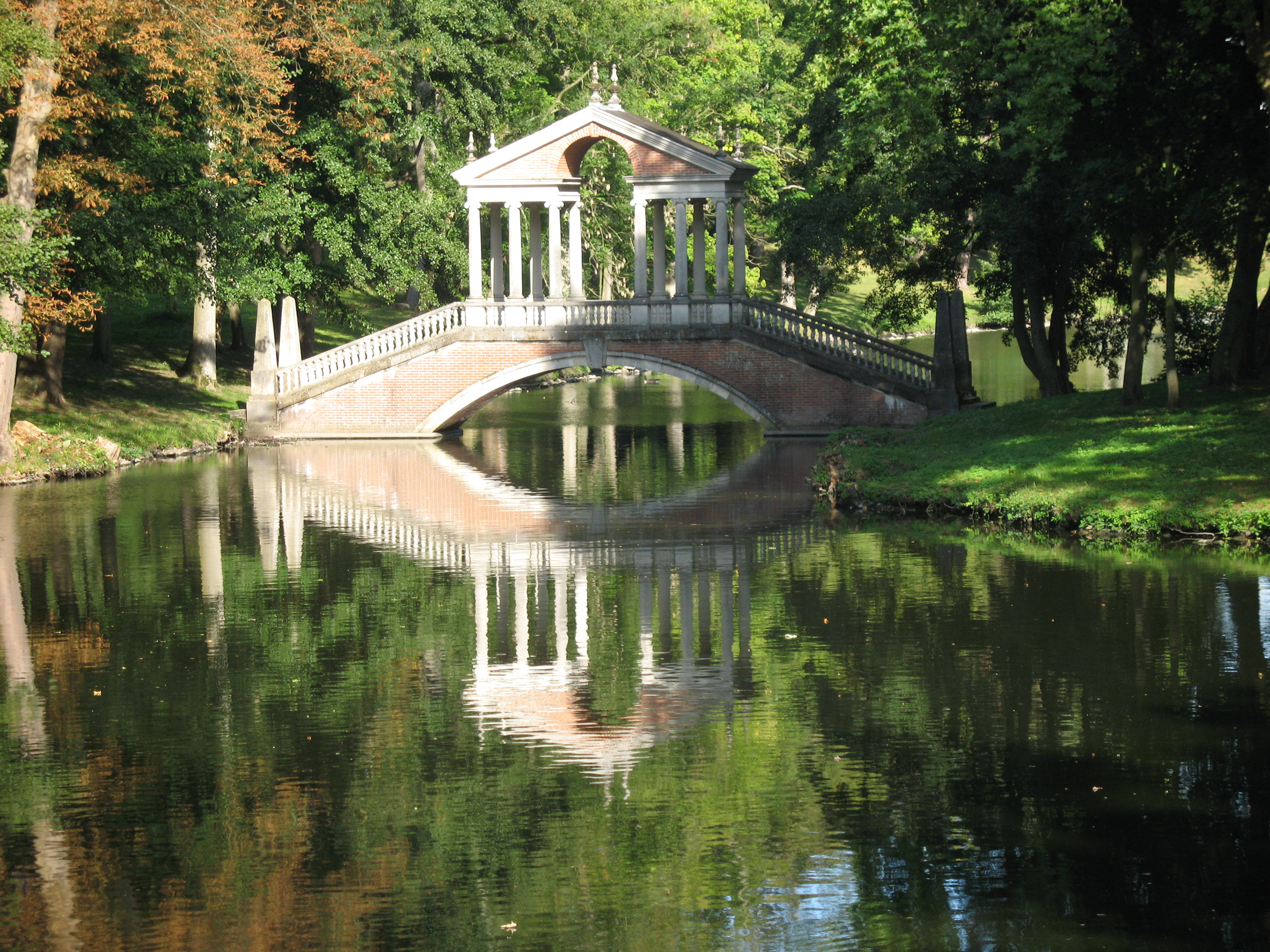
Pont Palladien du château de Groussay par Emilio Terry (1960).
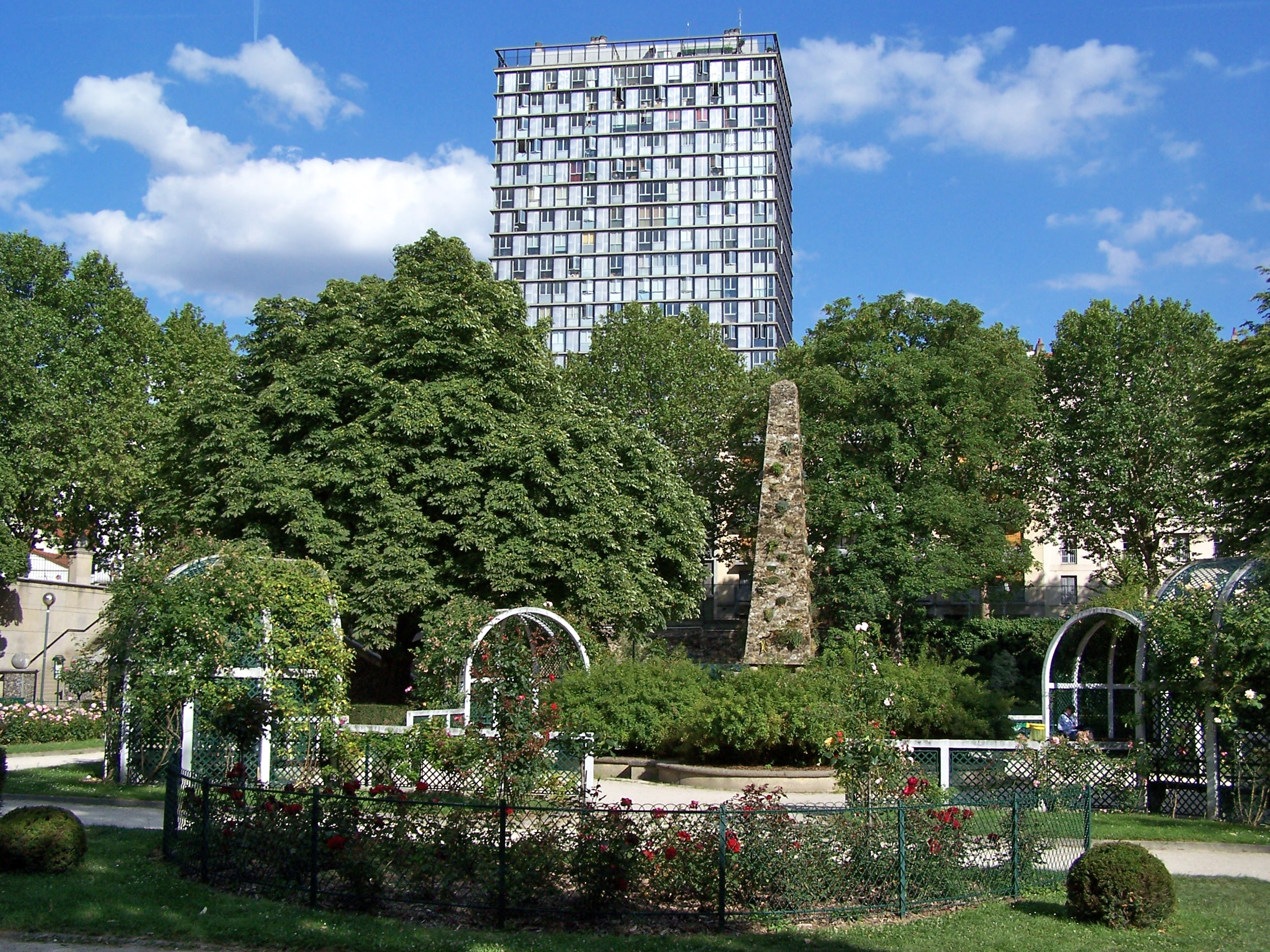
Obélisque du square René-Le Gall, Jean Charles Moreux (1938).
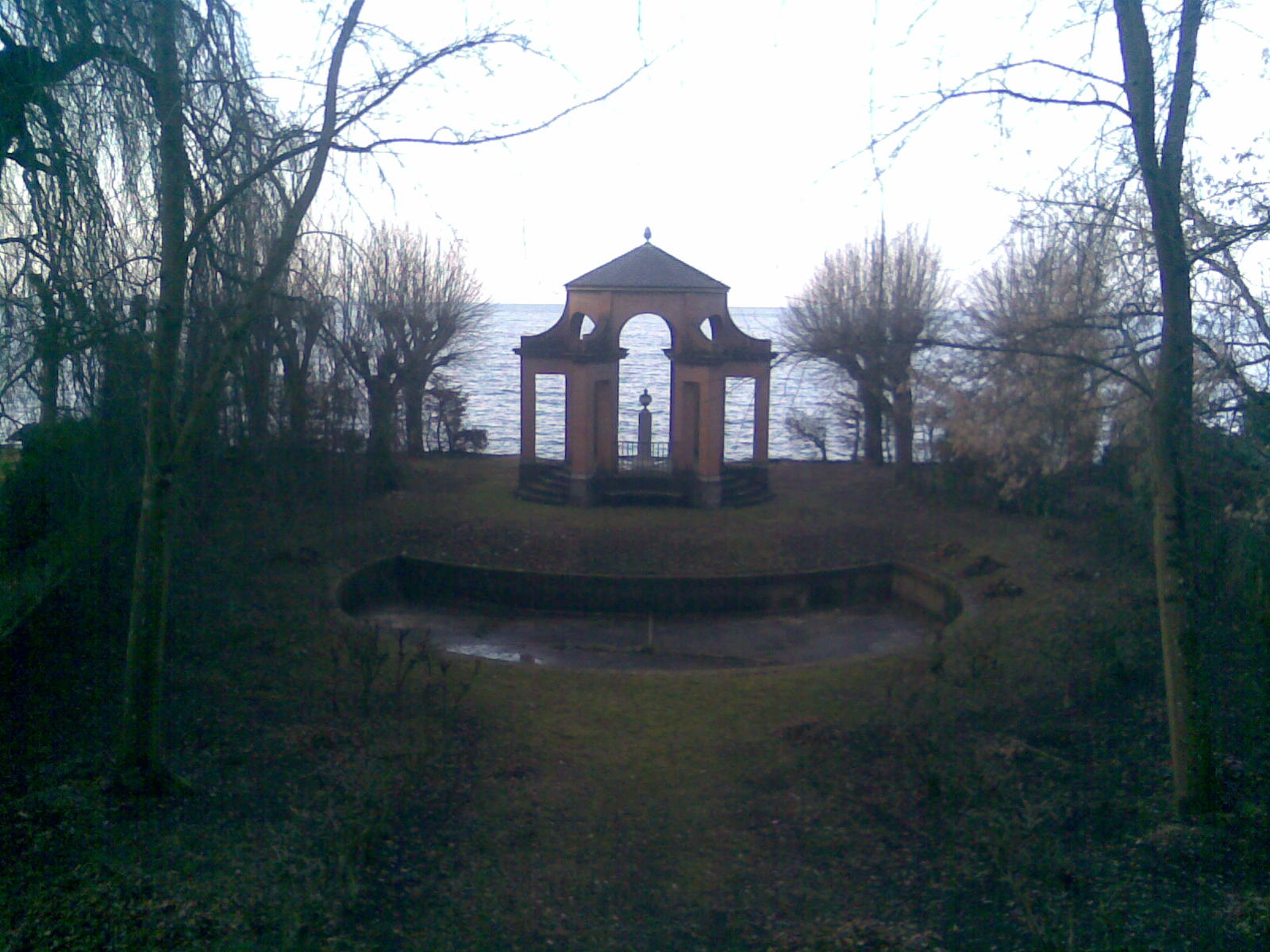
Jardin et temple votif d'Anna de Noailles à Publier par Emilio Terry.

## Principaux représentants

### Peinture et arts visuels
- Jean Cocteau
- Christian Bérard
- Maurice Brianchon
- Lucien Coutaud
- Félix Labisse

### Architecture, mobilier et décoration intérieure
- André Arbus
- Emilio Terry
- Auguste Perret
- Michel Roux-Spitz
- Charles Abella
- René Prou
- Jacques Debat-Ponsan
- Louis Madeline
- Jacques Carlu
- Eugène Printz
- Jacques Adnet
- Jean-Charles Moreux
- Édouard Lardillier
- Jean Pascaud
- Serge Roche
- Maxime Old
- Dominique[1]
- Robert Lebret
- Armand Guéritte
- Fernand Leroy
- Marc du Plantier
- Bolette Natanson
- Jacques Quinet
- René Drouet
- Dolt

### Verrerie
- Robert Pansart
- Pierre Lardin
- Max Ingrand

### Tapisserie
- Jean Lurçat
- Jean Picart Le Doux

### Ferronnerie
- Gilbert Poillerat
- Raymond Subes
- Robert Caillat

### Sculpture
- Diego Giacometti
- Carlo Sarrabezolles
- Pierre-Marie Poisson
- Louis Leygue
- Janine Janet
- Jean-René Debarre

## Exemples
- Collections importantes du Mobilier national
- Villa Greystones à Dinard, construite par Michel Roux-Spitz pour lui-même (1938-1950)
- Château de la Mercercie, à Magnac-Lavalette-Villars en Charente
- Aménagements du château de Rambouillet par Jean-Charles Moreux (1946)
- Anciens aménagements de la galerie Rubens avec le cycle de la vie de Marie de Médicis, et des petits cabinets du musée du Louvre par Jean-Charles Moreux et Emilio Terry (détruits) et tables et consoles de la salle des bronzes par Gilbert Poillerat (vers 1950-1953)
- Décor de l'escalier de l'ancien palais Berlitz par Robert Pansart (quelques vestiges subsistent dans le cinéma Gaumont Opéra Premier).
- Ancien Théâtre Municipal de Poitiers par l'architecte Édouard Lardillier, et son décor par Robert Pansart d'après André Grozdanovitch et luminaires de Robert Caillat (1954-1956)
- Cinéma Le Comœdia de Brest, décor de la salle et ancien appartement de l'étage (Jean-René Debarre sculpteur) (1950)
- Appartement privé de Carlos de Beistegui sur les Champs-Élysées, par Emilio Terry (1936)
- Décors du paquebot Bretagne par André Arbus (1952)
- Hôtel particulier (1928-1931), 5 avenue Gambetta, à Boulogne-Billancourt construit par Emilio Terry
- Château de Groussay et son parc, par Emilio Terry pour Carlos de Beistegui (de 1938 à 1968)
- Bibliothèque municipale de Tours (1957)
- Square René-Le Gall (1938), Paris, créé par Jean-Charles Moreux
- Ambassade de France au Canada, décors de Marc du Plantier, Louis Leygue, Alfred Courmes, Marcel Gromaire (1939)